# Антун Густав Матош
- У Вікіджерелах є Antun Gustav Matoš

Антун Густав Матош (хорв. Antun Gustav Matoš; 13 червня 1873, селище Товарник, тепер Вуковарсько-Сремська жупанія, Хорватія — 17 березня 1914, Загреб, тепер Хорватія) — хорватський письменник, поет, публіцист і критик; представник літератури модерну.

## Біографія

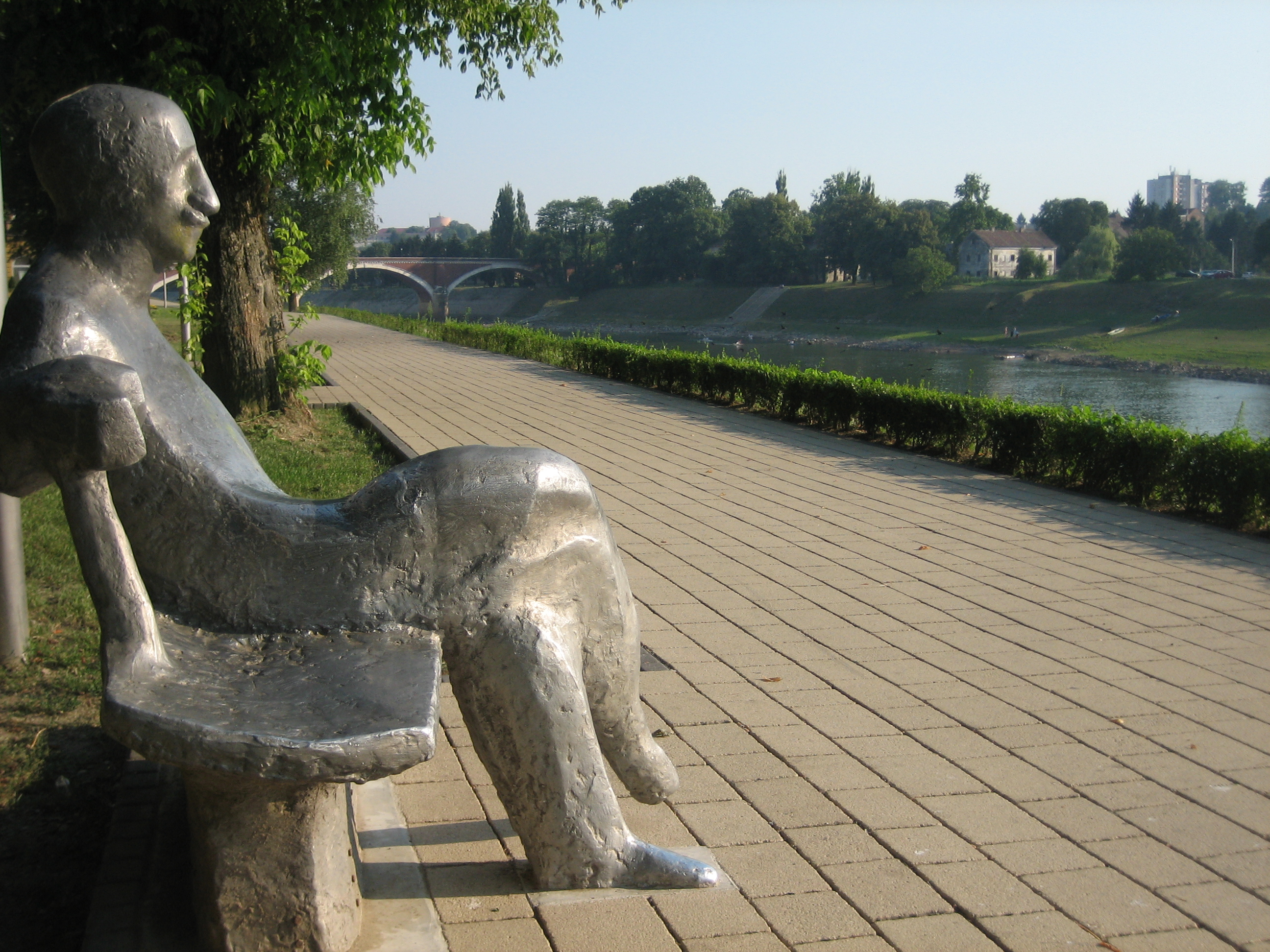
Пам'ятник А. Г. Матошу у Сісаку

Антун Густав Матош народився 13 червня 1873 року в Товарнику (тепер Вуковарсько-Сремська жупанія, Хорватія).
У 1891—92 роках навчався у Військово-ветеринарному інституті у Відні.
У ліриці Матоша домінують філософські, патріотичні мотиви, присутні елементи сатири (вірш «Молодій Хорватії», поема «Страхіття», зб. «Поезії» — опубліковано 1926 року).
Антун Густав Матош — творець нових для національної літератури поетичних форм, зокрема сонета.
У психологічних новелах Матоша поєднуються риси реалізму й модернізму, іронії й гротеску — збірки «Тріски» (1899), «Нові тріски» (1900), «Стомлені оповіді» (1909).
А. Г. Матош є також автором збірок есеїв «Огляди» (1905), «Обрії та шляхи» (1907), «Заробітки» (1913), книги дорожніх нарисів «Наші люди і краї» (1910).
У ряді статей про хорватських і сербських письменників («Стеван Сремац», «Август Харамбашич», «Янко Веселинович», «Милован Глишич» та ін.) є міркування про творчість Тараса Шевченка, Марка Вовчка, Миколи Гоголя.
Вірш Матоша «Спорідненість» українською переклав Р. Лубківський (зб. «Слов'янська ліра», К., 1983).

## Творчий доробок
- Iverje (1899)
- Novo iverje (1900)
- Ogledi (1905)
- Vidici i putovi (1907)
- Umorne priče (1909)
- Naši ljudi i krajevi (1910)
- окремі вірші: Notturno, Utjeha kose, 1909, Jesenje veče.